# 東京経済大学グリークラブ
東京経済大学グリークラブ（とうきょうけいざいだいがくグリークラブ）は、1955年に設立された東京経済大学の学生で構成される男声合唱団である。
指導陣として、常任指揮者に原田稔（1956年～1961年）、大和憲史（1961年～1963年）、佐久間（旧姓：親川）哲也（1964年～1969年）、山田篤夫（1970年）、関屋晋（1971年～2001年）らを迎え、現在は清水敬一（2002年～）。
ヴォイストレーナーとして大久保昭男に1984年より引退する2019年まで指導を受けた。
現在のピアニストは前田勝則（2006年～）。
多田武彦など邦人の男声合唱曲や外国語作品を演奏するほか、新作や男声版の委嘱にも意欲的に取り組んでおり現在までに10作品の初演を行なった。
2016年9月、現役とOBとの合同による男声合唱団TOKEIとして、第71回東京都合唱コンクールに出場して銅賞を受賞した。
創部30周年（1985年）を記念して委嘱初演された「いまはそのとき」（作詞：川崎洋　作曲：新実徳英）をクラブソングとしており、この曲を主に定期演奏会のアンコールとして歌うことが伝統になっている。

## 活動内容
現在の主な活動は、年1回の定期演奏会の開催のほか東京都合唱祭、男声合唱フェスティバル、小金井コーラスの集いなどに出演
近年、部員数減少により、現役と卒業生により共同運営されている。
日本合唱指揮者協会主催のJCDA合唱の祭典2017『作曲家個展シリーズVol.7～木下牧子～』に出演
合唱人集団『音楽樹』主催の紅白合唱合戦には第3回(2017)と第4回(2019)に出演
2013年から老人福祉施設への慰問演奏にも取り組んでいる
1980年に常任指揮者である関屋晋の下に結成された晋友会合唱団には、結成時からその一員として著名な交響楽団の演奏会の出演など数々のステージへの参加を果たしている

## 沿革
1955年　東京経済大学合唱団として創部
1956年　初代常任指揮者に、原田稔を迎える
1958年　東京経済大学グリークラブに改称
1959年　第1回定期演奏会を開催
1963年　常任指揮者に、大和憲史を迎える
1966年　常任指揮者に、佐久間（旧姓：親川）哲也を迎える
1970年　常任指揮者に、山田篤夫を迎える
1971年　常任指揮者に、関屋晋を迎える
1984年　ヴォイストレーナーとして、大久保昭男を迎える
1985年　第28回定期演奏会（創部30周年）にてクラブソング「いまはそのとき」委嘱初演
1987年　第30回定期演奏会にて「Enfance finie（アンファンス・フィニ）」を委嘱初演
1990年　第33回定期演奏会にて「花に寄せて（男声版）」を委嘱初演
1995年　第38回定期演奏会（創部40周年・関屋晋常任指揮者就任25周年）にて「君たちが大人になったら」委嘱初演
2000年　第43回定期演奏会にて「われもこう（男声版）」を委嘱初演
2002年　常任指揮者に、清水敬一を迎える
2003年　第46回定期演奏会にて「思い出すために（男声版）」を委嘱初演
2006年　ピアニストに、前田勝則を迎える
2013年　第56回定期演奏会にて「愛する歌（男声版）」を委嘱初演
2015年　第58回定期演奏会（創部60周年）にてMessage of the Voice より「Rhapsody in Palingenesis」委嘱初演
2016年　第71回東京都合唱コンクールに現役とOBとの合同合唱団、「男声合唱団TOKEI」として同声部門に出場。銅賞を受賞
2017年　第60回定期演奏会にて「Message of the Voice」全曲を委嘱初演
2017年　コーチとして、吉田宏を迎える
2019年　第62回定期演奏会にて、清水敬一先生還暦祝いとして「若き日は燃えて」を委嘱初演
2020年　第63回定期演奏会にて「風笛～Love Letter～」を委嘱初演

## 主な委嘱初演作品
- 新実徳英 - クラブソング「いまはそのとき」（作詞：川崎洋）1985年　カワイ出版刊　※『グリークラブアルバムNEXT』に収録
- 新実徳英 - 男声合唱とピアノのための「花に寄せて」（作詞：星野富弘）1990年　カワイ出版刊
- 新実徳英 - 男声合唱とピアノのための「われもこう」（作詞：谷川雁）2000年　音楽之友社刊
- 木下牧子 - 男声合唱組曲「Enfance finie（アンファンス・フィニ）」（作詞：三好達治）1987年　カワイ出版刊
- 木下牧子 - 男声合唱のための10のメルヘン「愛する歌」（作詞：やなせたかし）2013年　音楽之友社刊
- 大島ミチル - 男声合唱組曲「君たちが大人になったら」1995年
- 大島ミチル - Message of the Voice より「Rhapsody in Palingenesis」（作詞：西木一）　2015年
- 大島ミチル - 男声合唱組曲「Message of the Voice」全曲初演 （作詞：西木一）　2017年
- 大島ミチル - 「風笛　～Love Letter～」　2020年
- 信長貴富 - 寺山修司の詩による6つのうた「思い出すために」（男声二部版）（作詞：寺山修司）2003年　カワイ出版刊
- 上田真樹 - 男声のための「若き日は燃えて」（作詞：林望）2019年　全楽譜出版社刊
- 千原英喜 - 男声合唱のための「どちりなきりしたん（I/II/III）」2007年　全音楽譜出版社刊　※

※三多摩地区三大学合唱団交歓演奏会
※一橋大学男声合唱団コール・メルクール、中央大学音楽研究会グリークラブ、東京経済大学グリークラブ合同演奏
※指揮：仁階堂孝